# Makovište
Makovište (cyr. Маковиште) – wieś w Serbii, w okręgu zlatiborskim, w gminie Kosjerić. W 2011 roku liczyła 705 mieszkańców.